# Сен-Пон (Алье)
Сен-Пон (фр. Saint-Pont) — коммуна во Франции, находится в регионе Овернь. Департамент коммуны — Алье. Входит в состав кантона Эскюроль. Округ коммуны — Виши.
Код INSEE коммуны — 03252.

## Население
Население коммуны на 2008 год составляло 550 человек.
| 1962 | 1968 | 1975 | 1982 | 1990 | 1999 | 2008 |
| ---- | ---- | ---- | ---- | ---- | ---- | ---- |
| 365  | 408  | 387  | 412  | 435  | 449  | 550  |

## Экономика
В 2007 году среди 341 человек в трудоспособном возрасте (15—64 лет) 255 были экономически активными, 86 — неактивными (показатель активности — 74,8 %, в 1999 году было 72,2 %). Из 255 активных работали 238 человек (133 мужчины и 105 женщин), безработных было 17 (11 мужчин и 6 женщин). Среди 86 неактивных 26 человек были учениками или студентами, 29 — пенсионерами, 31 были неактивными по другим причинам.

## Достопримечательности
- Романская церковь XII века
- Шато-де-Сен-Пон

## Фотогалерея
- Апсида церкви
- Шато-де-Сен-Пон